# 双峰尾园蛛
双峰尾园蛛（学名：Arachnura logio）为园蛛科尾园蛛属的动物。分布于日本、台湾岛以及中国大陆的浙江等地。该物种的模式产地在日本。